# Franciszek Zastawniak
Franciszek Zastawniak (ur. 13 sierpnia 1905 w Gdowie, zm. 16 listopada 1966 w Krakowie) – polski piłkarz, obrońca. Długoletni piłkarz Cracovii. Brat Tadeusza i Stanisława.
W reprezentacji Polski debiutował 19 czerwca 1927 w meczu ze Rumunią (w którym wystąpił także Tadeusz), ostatni raz zagrał rok później. Łącznie w biało-czerwonych barwach rozegrał 2 spotkania. Po zakończeniu kariery piłkarskiej pracował jako trener, także w Cracovii.